# Jules Boncza de Tomaszewski
Jules Boncza de Tomaszewski, né le 15 avril 1834 à Petrograd et mort le 26 octobre 1920 à Nice, est un peintre polonais.

## Biographie
Jules Émile Charles Boncza de Tomaszewski est le fils de Joseph Boncza de Tomaszewski et d'Émilie Imsen.
Il épouse Anna Alexiescieff.
Élève à Académie russe des Beaux-Arts auprès de Fiodor Bruni, il quitte la Russie en 1860 pour l'Italie, puis arrive à Paris en 1861. Il débute au Salon parisien en 1869.
Il meurt à l'âge de 86 ans à son domicile niçois,